# Athlītikos Syllogos Arīs Thessalonikīs 2020-2021

## Stagione
La stagione 2020-2021 vede la 56ª partecipazione in massima serie greca dell'Aris Salonicco, nonché la terza consecutiva. La squadra esordisce l'11 settembre in casa contro il Lamia, vincendo per 3-1. Il 17 settembre si conclude l'avventura europea del club macedone, che viene sconfitto per 2-1 dagli ucraini del Kolos Kovalivka nella gara valida per il secondo turno di qualificazione in UEFA Europa League. Questa sconfitta interrompe il record di imbattibilità casalinga dell'Aris in competizioni europee che durava da 51 anni e costa la panchina al tedesco Michael Oenning. Il 21 settembre Apostolos Mantzios viene nominato nuovo allenatore della compagine giallonera. Il 13 dicembre l'Aris si aggiudica il derby di Salonicco battendo il PAOK per 1-0. La partita è stata caratterizzata dalle polemiche per un tentativo di corruzione da parte della squadra bianconera ai danni di due calciatori dell'Aris. Il 19 dicembre si conclude il girone di andata dell'Aris con la vittoria esterna per 3-0 sul campo dell'OFI Creta. Il 4 febbraio, con una vittoria complessiva di 4-0 con l'Asteras Tripolīs, l'Aris Salonicco supera il primo turno di Coppa di Grecia. Il 4 marzo l'Aris viene eliminato dalla coppa nazionale in virtù del 3-2 totale contro l'Olympiacos ai quarti di finale. Il 16 maggio si conclude la stagione dell'Aris Salonicco, che termina il campionato al terzo posto a distanza di 40 anni dall'ultima volta e si qualifica alla UEFA Europa Conference League.

## Maglie e sponsor
Lo sponsor tecnico per la stagione 2020-2021 è Nike, mentre gli sponsor ufficiali sono Betshop e Mr. Pengu.
|  | Casa |  | Trasferta |  | Terza maglia |

## Rosa
Rosa e numerazione tratte dal sito ufficiale.
| N. |                        | Ruolo | Calciatore                    |
| -- | ---------------------- | ----- | ----------------------------- |
| 3  | Grecia (bandiera)      | D     | Apostolos Martinis            |
| 4  | Serbia (bandiera)      | D     | Toni Datković                 |
| 5  | Grecia (bandiera)      | D     | Geōrgios Delīzīsīs (capitano) |
| 6  | Australia (bandiera)   | C     | James Jeggo                   |
| 7  | Argentina (bandiera)   | C     | Daniel Mancini                |
| 8  | Paesi Bassi (bandiera) | C     | Lerin Duarte                  |
| 9  | Grecia (bandiera)      | A     | Dīmītrios Manos               |
| 10 | Grecia (bandiera)      | C     | Giannīs Fetfatzidīs           |
| 10 | Argentina (bandiera)   | C     | Mateo García                  |
| 11 | Spagna (bandiera)      | A     | Cristian López                |
| 14 | Grecia (bandiera)      | A     | Kōstas Mītroglou              |
| 16 | Portogallo (bandiera)  | C     | Bruno Gama                    |
| 17 | Portogallo (bandiera)  | A     | Xande Silva                   |
| 18 | Argentina (bandiera)   | C     | Facundo Bertoglio             |
| 20 | Albania (bandiera)     | C     | Ergys Kaçe                    |
| 21 | Svezia (bandiera)      | D     | Daniel Sundgren               |

| N. |                      | Ruolo | Calciatore             |
| -- | -------------------- | ----- | ---------------------- |
| 22 | Romania (bandiera)   | D     | Cristian Ganea         |
| 23 | Spagna (bandiera)    | P     | Julián Cuesta          |
| 26 | Spagna (bandiera)    | C     | Javier Matilla         |
| 27 | Grecia (bandiera)    | D     | Panagiotis Sengergis   |
| 29 | Tunisia (bandiera)   | D     | Yohan Benalouane       |
| 30 | Francia (bandiera)   | P     | Zacharie Boucher       |
| 31 | Grecia (bandiera)    | D     | Panagiotis Tsagalidis  |
| 33 | Grecia (bandiera)    | C     | Kostas Hatzipirpiridis |
| 38 | Grecia (bandiera)    | C     | Petros Bakoutsis       |
| 40 | Grecia (bandiera)    | D     | Petros Mpagkalianīs    |
| 44 | Cipro (bandiera)     | D     | Nicholas Ioannou       |
| 66 | Serbia (bandiera)    | D     | Emanuel Šakić          |
| 77 | Brasile (bandiera)   | A     | Bruno                  |
| 88 | Brasile (bandiera)   | C     | Lucas Sasha            |
| 92 | Mauritius (bandiera) | D     | Lindsay Rose           |
| 99 | Grecia (bandiera)    | P     | Marios Siampanīs       |

## Calciomercato

### Sessione estiva
| Acquisti         | Acquisti          | Acquisti            | Acquisti                    |
| R.               | Nome              | da                  | Modalità                    |
| ---------------- | ----------------- | ------------------- | --------------------------- |
| P                | Zacharie Boucher  | Auxerre             | gratuito                    |
| P                | Marios Siampanīs  | Olympiacos          | ?                           |
| D                | Yohan Benalouane  | Nottingham Forest   | gratuito                    |
| D                | Toni Datković     | Lokomotiva Zagabria | definitivo (0,64 milioni €) |
| D                | Cristian Ganea    | Athletic Bilbao     | gratuito                    |
| D                | Emanuel Šakić     | Sturm Graz          | gratuito                    |
| C                | Ali Adem          | Vardar              | gratuito                    |
| C                | James Jeggo       | Austria Vienna      | gratuito                    |
| C                | Ergys Kaçe        |                     | svincolato                  |
| C                | Mateo García      | Stella Rossa        | definitivo (1,3 milioni €)  |
| C                | Xande Silva       | West Ham Utd        | prestito                    |
| A                | Facundo Bertoglio | Aldosivi            | gratuito                    |
| A                | Cristian López    | Las Palmas          | gratuito                    |
| A                | Dīmītrios Manos   | Olympiacos          | gratuito                    |
| Altre operazioni |                   |                     |                             |
| R.               | Nome              | da                  | Modalità                    |

| Cessioni         | Cessioni                | Cessioni         | Cessioni                   |
| R.               | Nome                    | a                | Modalità                   |
| ---------------- | ----------------------- | ---------------- | -------------------------- |
| P                | Apostolos Tsilingiris   | APOEL            | gratuito                   |
| D                | Fran Vélez              | Panathīnaïkos    | gratuito                   |
| D                | Hugo Sousa              |                  | svincolato                 |
| D                | Mihály Korhut           | Debrecen         | gratuito                   |
| C                | Abou Ba                 | Nantes           | fine prestito              |
| C                | Giannīs Fetfatzidīs     | Al-Khor          | definitivo (1,1 milioni €) |
| C                | Martín Tonso            |                  | svincolato                 |
| A                | Dīmītrīs Diamantopoulos |                  | svincolato                 |
| A                | Nicolas Diguiny         | Apollōn Limassol | gratuito                   |
| A                | Fjorin Durmishaj        | Olympiacos       | fine prestito              |
| A                | Brown Ideye             |                  | svincolato                 |
| A                | Daniel Larsson          |                  | svincolato                 |
| A                | Nicolás Martínez        | Volo             | gratuito                   |
| Altre operazioni |                         |                  |                            |
| R.               | Nome                    | a                | Modalità                   |

### Sessione invernale
| Acquisti         | Acquisti         | Acquisti            | Acquisti |
| R.               | Nome             | da                  | Modalità |
| ---------------- | ---------------- | ------------------- | -------- |
| D                | Nicholas Ioannou | Nottingham Forest   | prestito |
| A                | Bruno            | Olympiacos          | gratuito |
| A                | Kōstas Mītroglou | Olympique Marsiglia | gratuito |
| Altre operazioni |                  |                     |          |
| R.               | Nome             | da                  | Modalità |

| Cessioni         | Cessioni               | Cessioni         | Cessioni   |
| R.               | Nome                   | a                | Modalità   |
| ---------------- | ---------------------- | ---------------- | ---------- |
| D                | Toni Datković          | FC Cartagena     | prestito   |
| A                | Cristian López         | FC Cartagena     | prestito   |
| Altre operazioni |                        |                  |            |
| R.               | Nome                   | a                | Modalità   |
| P                | Fabian Ehmann          |                  | svincolato |
| D                | Panagiotis Sengergis   | Triglia          | prestito   |
| D                | Panagiotis Tsagalidis  | Olympiakos Volos | prestito   |
| C                | Ali Adem               | Shkupi           | prestito   |
| C                | Kostas Hatzipirpiridis | OF Ierapetra     | prestito   |

## Risultati

### Souper Ligka Ellada

#### Girone di andata
| Arbitro: | Diamantopoulos |

|                                              |           |                    |
| C. López 72’ Bruno Gama 78’ (rig.) Bertoglio | Marcatori | 38’ (rig.) Romanić |

| Arbitro: | Vatsios |

|  |           |                       |
|  | Marcatori | 16’ (rig.) Bruno Gama |

| Arbitro: | Evangelou |

|                             |           |                            |
| Fetfatzidīs 48’ Matilla 67’ | Marcatori | 15’ Naumec' 22’ Pantelakīs |

| Arbitro: | Tsagarakis |

|  |           |             |
|  | Marcatori | 25’ Mancini |

| Arbitro: | Karantonis |

|                |           |  |
| Bruno Gama 35’ | Marcatori |  |

| Arbitro: | Karantonis |

|  |           |                                  |
|  | Marcatori | 18’, 73’ Manos 90+6’ Xande Silva |

| Arbitro: | Fotias |

|                      |           |  |
| Pasaridīs 55’ (aut.) | Marcatori |  |

| Arbitro: | Bebek |

|  |           |               |
|  | Marcatori | 65’ L. García |

| Arbitro: | Koutsiaftis |

|  |           |                       |
|  | Marcatori | 18’ (rig.) Bruno Gama |

| Arbitro: | Bebek |

|               |           |                       |
| Bertoglio 74’ | Marcatori | 29’, 47’ Mpouchalakīs |

| Arbitro: | Evangelou |

|                                    |           |                       |
| Manousos 37’ (rig.) Juan Muñiz 51’ | Marcatori | 61’ Kaçe 81’ L. Sasha |

| Arbitro: | Nijhuis |

|                       |           |  |
| Bruno Gama 40’ (rig.) | Marcatori |  |

| Arbitro: | Diamantopoulos |

|  |           |                                       |
|  | Marcatori | 29’, 42’ Bertoglio 76’ (rig.) Matilla |

#### Girone di ritorno
| Arbitro: | Skoulas |

|                 |           |  |
| Arabuli 8’, 17’ | Marcatori |  |

| Arbitro: | Papapetrou |

|                            |           |  |
| L. Sasha 16’ Bertoglio 81’ | Marcatori |  |

| Giannina 11 gennaio 2021, ore 16:15 CET 16ª giornata | PAS Giannina | 0 – 0 referto | Arīs Salonicco | Stadio Zosimades (0 spett.)\| Arbitro: \| Tsagarakis \| |
| Arbitro:                                             | Tsagarakis   |               |                |                                                         |

| Arbitro: | Sidīropoulos |

|  |           |               |
|  | Marcatori | 10’ Kampetsīs |

| Arbitro: | Diamantopoulos |

|  |           |             |
|  | Marcatori | 18’ Ioannou |

| Arbitro: | Koubarakis |

|          |           |  |
| Rose 30’ | Marcatori |  |

| Arbitro: | Fotias |

|                     |           |                    |
| Regis 66’ Riera 70’ | Marcatori | 28’ (aut.) Castaño |

| Arbitro: | Treimanis |

|  |           |                            |
|  | Marcatori | 29’ Rose 90+1’ Xande Silva |

| Salonicco 14 febbraio 2021, ore 14:00 CET 22ª giornata | Arīs Salonicco | 0 – 0 referto | Panaitōlikos | Stadio Kleanthis Vikelidis (0 spett.)\| Arbitro: \| Vatsios \| |
| Arbitro:                                               | Vatsios        |               |              |                                                                |

| Arbitro: | Sidīropoulos |

|               |           |                      |
| Fortounīs 40’ | Marcatori | 83’ (rig.) Mītroglou |

| Arbitro: | Tzovaras |

|                                        |           |  |
| Ganea 22’ L. Sasha 66’ Xande Silva 80’ | Marcatori |  |

| Arbitro: | Marciniak |

|                                    |           |                         |
| Ingason 87’ Vieirinha 90+4’ (rig.) | Marcatori | 26’ Bertoglio 69’ Manos |

| Arbitro: | Diamantopoulos |

|              |           |  |
| Mītroglou 6’ | Marcatori |  |

#### Poule scudetto
| Arbitro: | Kehlet |

|              |           |  |
| Masouras 38’ | Marcatori |  |

| Arbitro: | Sidīropoulos |

|                             |           |  |
| Xande Silva 69’ Manos 90+1’ | Marcatori |  |

| Arbitro: | Kul'bakoŭ |

|             |           |                                                                 |
| Mancini 56’ | Marcatori | 12’ (rig.) Tanković 28’ Vasilantōnopoulos 36’ (rig.) Ansarifard |

| Arbitro: | Tohver |

|              |           |                     |
| Sankharé 31’ | Marcatori | 62’ Manos 65’ Mateo |

| Arbitro: | Delajod |

|  |           |           |
|  | Marcatori | 7’ Schwab |

| Arbitro: | Fotias |

|                 |           |             |
| Rose 81’ (aut.) | Marcatori | 74’ Mancini |

| Arbitro: | Reinshreiber |

|           |           |               |
| Manos 11’ | Marcatori | 84’ Fortounīs |

| Arbitro: | Kul'bakoŭ |

|                                  |           |  |
| Schwab 69’ (rig.) Živković 90+1’ | Marcatori |  |

| Salonicco 12 maggio 2021, ore 18:30 CEST 35ª giornata | Arīs Salonicco | 0 – 0 referto | Panathīnaïkos | Stadio Kleanthis Vikelidis (0 spett.)\| Arbitro: \| Vad \| |
| Arbitro:                                              | Vad            |               |               |                                                            |

| Amarousio 16 maggio 2021, ore 18:30 CEST 36ª giornata | AEK Atene | 0 – 0 referto | Arīs Salonicco | Stadio olimpico Spyros Louīs (0 spett.)\| Arbitro: \| Treimanis \| |
| Arbitro:                                              | Treimanis |               |                |                                                                    |

### Coppa di Grecia
| Arbitro: | Vatsios |

|                           |           |  |
| Mancini 69’ Bertoglio 75’ | Marcatori |  |

| Arbitro: | Sidīropoulos |

|  |           |                     |
|  | Marcatori | 45’ Manos 68’ Mateo |

| Arbitro: | Karantonis |

|              |           |              |
| Koka 1’, 14’ | Marcatori | 4’ (aut.) Ba |

| Arbitro: | Gestranius |

|                       |           |                  |
| Bruno Gama 55’ (rig.) | Marcatori | 87’ Mpouchalakīs |

### UEFA Europa League

#### Qualificazioni
| Arbitro: | Tschudi |

|                |           |                       |
| Bruno Gama 56’ | Marcatori | 48’ Novak 64’ Antjuch |

## Statistiche

### Statistiche di squadra
| Competizione        | Punti | In casa | In casa | In casa | In casa | In casa | In casa | In trasferta | In trasferta | In trasferta | In trasferta | In trasferta | In trasferta | Totale | Totale | Totale | Totale | Totale | Totale | DR  |
| Competizione        | Punti | G       | V       | N       | P       | Gf      | Gs      | G            | V            | N            | P            | Gf           | Gs           | G      | V      | N      | P      | Gf     | Gs     | DR  |
| ------------------- | ----- | ------- | ------- | ------- | ------- | ------- | ------- | ------------ | ------------ | ------------ | ------------ | ------------ | ------------ | ------ | ------ | ------ | ------ | ------ | ------ | --- |
| Souper Ligka Ellada | 61    | 18      | 9       | 4       | 5       | 20      | 12      | 18           | 8            | 6            | 4            | 21           | 14           | 36     | 17     | 10     | 9      | 41     | 26     | +15 |
| Coppa di Grecia     | -     | 2       | 1       | 1       | 0       | 3       | 1       | 2            | 1            | 0            | 1            | 3            | 2            | 4      | 2      | 1      | 1      | 6      | 3      | +3  |
| Europa League       | -     | 1       | 0       | 0       | 1       | 1       | 2       | 0            | 0            | 0            | 0            | 0            | 0            | 1      | 0      | 0      | 1      | 1      | 2      | -1  |
| Totale              | -     | 21      | 10      | 5       | 6       | 24      | 15      | 20           | 9            | 6            | 5            | 24           | 16           | 41     | 19     | 11     | 11     | 48     | 31     | +18 |

### Andamento in campionato
| Giornata  | 1 | 2 | 3 | 4 | 5 | 6 | 7 | 8 | 9 | 10 | 11 | 12 | 13 | 14 | 15 | 16 | 17 | 18 | 19 | 20 | 21 | 22 | 23 | 24 | 25 | 26 | 27 | 28 | 29 | 30 | 31 | 32 | 33 | 34 | 35 | 36 |
| --------- | - | - | - | - | - | - | - | - | - | -- | -- | -- | -- | -- | -- | -- | -- | -- | -- | -- | -- | -- | -- | -- | -- | -- | -- | -- | -- | -- | -- | -- | -- | -- | -- | -- |
| Luogo     | C | T | C | T | C | T | C | C | T | C  | T  | C  | T  | T  | C  | T  | C  | T  | C  | T  | T  | C  | T  | C  | T  | C  | T  | C  | C  | T  | C  | T  | C  | T  | C  | T  |
| Risultato | V | V | N | V | V | V | V | P | V | P  | N  | V  | V  | P  | V  | N  | P  | V  | V  | P  | V  | N  | N  | V  | N  | V  | P  | V  | P  | V  | P  | N  | N  | P  | N  | N  |
| Posizione | 1 | 1 | 1 | 1 | 1 | 2 | 1 | 3 | 2 | 3  | 3  | 2  | 2  | 2  | 2  | 2  | 4  | 3  | 2  | 3  | 2  | 2  | 3  | 2  | 2  | 2  | 2  | 2  | 2  | 2  | 3  | 3  | 3  | 3  | 3  | 3  |

Legenda:

Luogo: C = Casa; T = Trasferta. Risultato: R = Rinviata; V = Vittoria; N = Pareggio; P = Sconfitta.

### Statistiche dei giocatori
In corsivo i calciatori che hanno lasciato la squadra a stagione in corso.
| Giocatore          | Souper Ligka Ellada | Souper Ligka Ellada | Souper Ligka Ellada | Souper Ligka Ellada | Kypello Ellados | Kypello Ellados | Kypello Ellados | Kypello Ellados | Europa League | Europa League | Europa League | Europa League | Totale   | Totale | Totale      | Totale     |
| Giocatore          | Presenze            | Reti                | Ammonizioni         | Espulsioni          | Presenze        | Reti            | Ammonizioni     | Espulsioni      | Presenze      | Reti          | Ammonizioni   | Espulsioni    | Presenze | Reti   | Ammonizioni | Espulsioni |
| ------------------ | ------------------- | ------------------- | ------------------- | ------------------- | --------------- | --------------- | --------------- | --------------- | ------------- | ------------- | ------------- | ------------- | -------- | ------ | ----------- | ---------- |
| P. Bakoutsis       | 1                   | 0                   | 0                   | 0                   | 1               | 0               | 0               | 0               | 0             | 0             | 0             | 0             | 2        | 0      | 0           | 0          |
| Y. Benalouane      | 16                  | 0                   | 7                   | 0                   | 2               | 0               | 1               | 0               | -             | -             | -             | -             | 18       | 0      | 8           | 0          |
| F. Bertoglio       | 32                  | 6                   | 5                   | 0                   | 4               | 1               | 0               | 0               | 1             | 0             | 0             | 0             | 37       | 7      | 5           | 0          |
| Z. Boucher         | 9                   | -5                  | 3                   | 0                   | 0               | -0              | 0               | 0               | 0             | -0            | 0             | 0             | 9        | -5     | 3           | 0          |
| Bruno              | 12                  | 0                   | 0                   | 0                   | 2               | 0               | 0               | 0               | -             | -             | -             | -             | 14       | 0      | 0           | 0          |
| Bruno Gama         | 33                  | 5                   | 6                   | 0                   | 3               | 1               | 0               | 0               | 1             | 1             | 0             | 0             | 37       | 7      | 6           | 0          |
| T. Datković        | 3                   | 0                   | 0                   | 0                   | 0               | 0               | 0               | 0               | 1             | 0             | 0             | 0             | 4        | 0      | 0           | 0          |
| G. Delizisis       | 23                  | 0                   | 4                   | 0                   | 4               | 0               | 0               | 0               | 0             | 0             | 0             | 0             | 27       | 0      | 4           | 0          |
| L. Duarte          | 0                   | 0                   | 0                   | 0                   | 0               | 0               | 0               | 0               | 0             | 0             | 0             | 0             | 0        | 0      | 0           | 0          |
| G. Fetfatzidīs     | 3                   | 1                   | 1                   | 0                   | 0               | 0               | 0               | 0               | 1             | 0             | 0             | 0             | 4        | 1      | 1           | 0          |
| C. Ganea           | 22                  | 1                   | 1                   | 0                   | 2               | 0               | 0               | 0               | 1             | 0             | 0             | 0             | 25       | 1      | 1           | 0          |
| K. Hatzipirpiridis | 1                   | 0                   | 0                   | 0                   | 0               | 0               | 0               | 0               | 0             | 0             | 0             | 0             | 1        | 0      | 0           | 0          |
| N. Ioannou         | 9                   | 1                   | 4                   | 0                   | 1               | 0               | 0               | 0               | -             | -             | -             | -             | 10       | 1      | 4           | 0          |
| J. Jeggo           | 30                  | 0                   | 7                   | 0                   | 4               | 0               | 2               | 0               | 1             | 0             | 0             | 0             | 35       | 0      | 9           | 0          |
| Julián             | 18                  | -14                 | 1                   | 0                   | 3               | -3              | 0               | 0               | 1             | -2            | 0             | 0             | 22       | -19    | 1           | 0          |
| E. Kaçe            | 12                  | 1                   | 1                   | 0                   | 4               | 0               | 0               | 0               | -             | -             | -             | -             | 16       | 1      | 1           | 0          |
| C. López           | 18                  | 1                   | 2                   | 0                   | 1               | 0               | 0               | 0               | 1             | 0             | 0             | 0             | 20       | 1      | 2           | 0          |
| D. Mancini         | 32                  | 3                   | 5                   | 0                   | 2               | 1               | 0               | 0               | 1             | 0             | 0             | 0             | 35       | 4      | 5           | 0          |
| D. Manos           | 35                  | 6                   | 5                   | 0                   | 4               | 1               | 0               | 0               | 1             | 0             | 0             | 0             | 40       | 7      | 5           | 0          |
| Mateo              | 29                  | 1                   | 4                   | 0                   | 2               | 1               | 1               | 0               | -             | -             | -             | -             | 31       | 2      | 5           | 0          |
| J. Matilla         | 27                  | 2                   | 1                   | 0                   | 1               | 0               | 0               | 0               | 1             | 0             | 0             | 0             | 29       | 2      | 1           | 0          |
| K. Mītroglou       | 9                   | 2                   | 1                   | 0                   | 1               | 0               | 0               | 0               | -             | -             | -             | -             | 10       | 2      | 1           | 0          |
| P. Mpagkalianīs    | 8                   | 0                   | 1                   | 0                   | 1               | 0               | 0               | 0               | 0             | 0             | 0             | 0             | 9        | 0      | 1           | 0          |
| L. Rose            | 34                  | 2                   | 6                   | 1                   | 4               | 0               | 0               | 0               | 1             | 0             | 1             | 0             | 39       | 2      | 7           | 1          |
| E. Šakić           | 31                  | 0                   | 5                   | 0                   | 4               | 0               | 0               | 0               | 0             | 0             | 0             | 0             | 35       | 0      | 5           | 0          |
| L. Sasha           | 35                  | 3                   | 4                   | 0                   | 4               | 0               | 0               | 0               | 1             | 0             | 0             | 0             | 40       | 3      | 4           | 0          |
| M. Siampanīs       | 9                   | -7                  | 1                   | 0                   | 1               | -0              | 0               | 0               | -             | -             | -             | -             | 10       | -7     | 1           | 0          |
| D. Sundgren        | 31                  | 0                   | 4                   | 1                   | 3               | 0               | 1               | 0               | 0             | 0             | 0             | 0             | 34       | 0      | 5           | 1          |
| P. Tsagalidis      | 1                   | 0                   | 0                   | 0                   | 0               | 0               | 0               | 0               | 0             | 0             | 0             | 0             | 1        | 0      | 0           | 0          |
| Xande Silva        | 29                  | 4                   | 4                   | 0                   | 4               | 0               | 0               | 0               | -             | -             | -             | -             | 33       | 4      | 4           | 0          |